# You Are Here (UFO)
You Are Here è un album studio del gruppo musicale britannico UFO, pubblicato nel 2004 dalla SPV GmbH.

## Tracce
1. Daylight Goes to Town
2. Black Cold Coffee
3. The Wild One
4. Give It Up
5. Call Me
6. Slipping Away
7. The Spark That Is Us
8. Sympathy
9. Mr. Freeze
10. Jello Man
11. Baby Blue
12. Swallow

## Formazione
- Phil Mogg - voce
- Vinnie Moore - chitarra
- Paul Raymond - tastiere
- Pete Way - basso
- Jason Bonham - batteria